# Texcaltitlán
Texcaltitlán es una localidad mexicana del estado de México, cabecera del municipio de Texcaltitlán. En el censo del 2020 estaba poblada por 2915 habitantes.

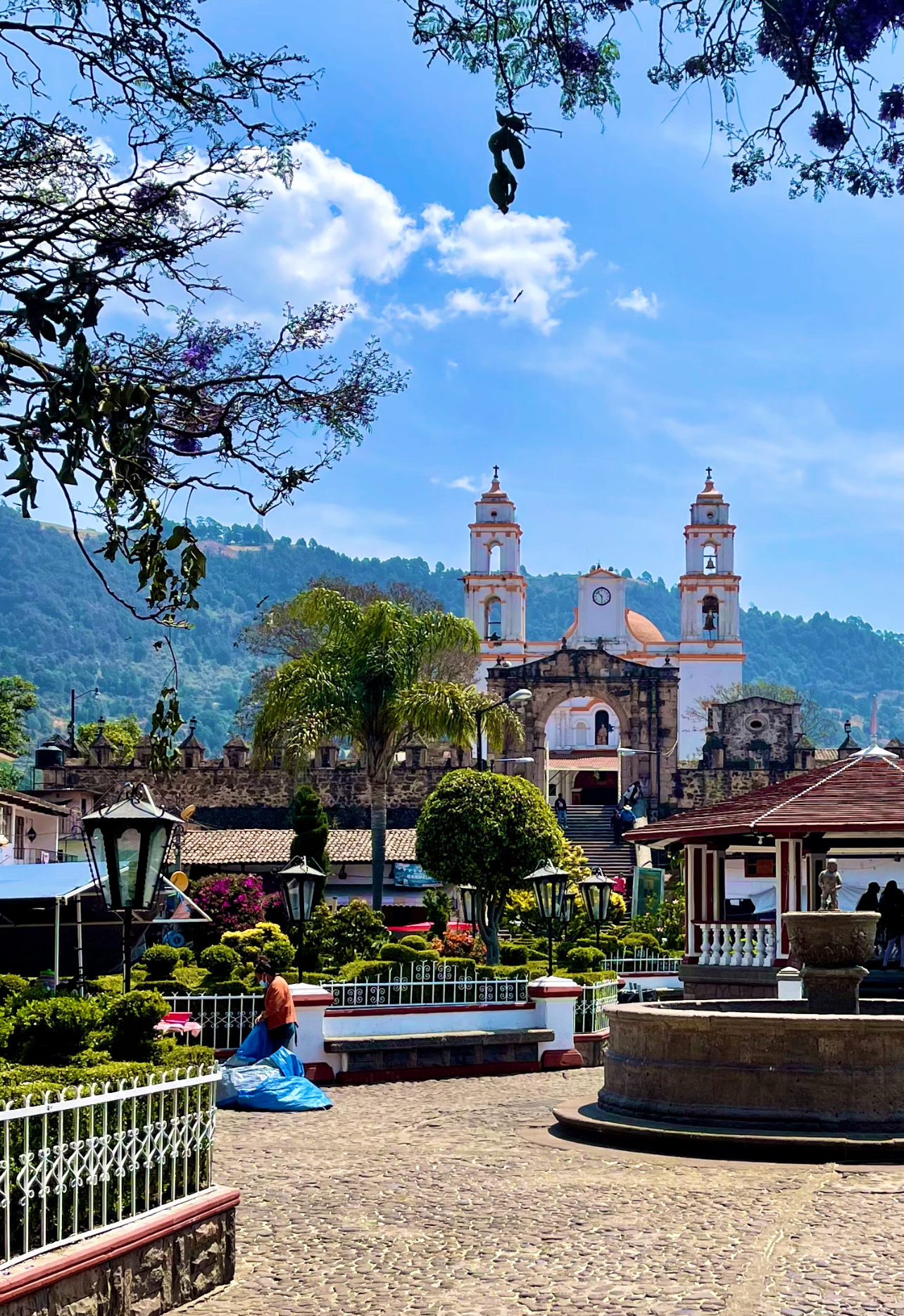
Centro de Texcaltitlán